# 能生町
能生町（のうまち）は、新潟県の南西、西頸城郡にあった町。糸魚川市への通勤率は15.9%（平成12年国勢調査）。2005年3月19日に糸魚川市、西頸城郡能生町及び青海町が合併して、糸魚川市が発足する。

## 地理
- 山: 不動山、鉾ヶ岳、権現岳
- 河川: 能生川
- 湖沼:

### 隣接していた自治体
東から時計回り順に
- 上越市
- 中頸城郡妙高村
- 糸魚川市

## 歴史

### 沿革
- 1889年（明治22年）4月1日 - 町村制の施行により、西頸城郡能生町村及び能生小泊村の区域をもって、西頸城郡能生町が発足する。
- 1954年（昭和29年）10月1日 - 西頚城郡能生町、能生谷村、磯部村及び木浦村が合併して、西頸城郡能生町が発足する。
- 1986年（昭和61年）1月26日 - 権現岳山頂付近で発生した表層雪崩が柵口（ませぐち）集落を押し流した。死者13名。（柵口雪崩災害）
- 2005年（平成17年）3月19日 - 糸魚川市、西頸城郡能生町及び青海町が合併して、糸魚川市が発足する。

このほか糸魚川市の歴史も参照のこと。

## 行政
- 町長：高鳥修（たかとり　おさむ）(1954年から1958年まで）[2]

## 経済

### 産業
- 主な産業
- 産業人口（2000年国勢調査）
  - 第1次産業：1,026人
  - 第2次産業：2,269人
  - 第3次産業：2,576人

#### 漁業
- 筒石漁港
- 能生漁港
- 鬼舞漁港

## 姉妹都市・提携都市

### 国内
- 友好市町
  - 三石町（北海道三石郡、現新ひだか町）
  - 葛巻町（岩手県岩手郡）
  - 大野市（福井県）
  - 南淡町（兵庫県三原郡、現南あわじ市）

## 教育
すべて公立
高等学校
- 新潟県立海洋高等学校

中学校
- 磯部中学校
- 能生中学校

小学校
- 磯部小学校
- 中能生小学校
- 南能生小学校
- 能生小学校
- 木浦小学校

出典：

## 交通

### 鉄道路線
- 西日本旅客鉄道
  - 北陸本線：能生駅 - 筒石駅

※合併後にえちごトキめき鉄道に移管され同社の日本海ひすいラインの駅となる

### 道路
高速道路
- 北陸自動車道能生インターチェンジ

一般国道
- 国道8号

主要地方道
- 新潟県道88号能生インター線

一般県道
- 新潟県道246号西飛山能生線
- 新潟県道377号島道大沢線
- 新潟県道431号仙納徳合線
- 新潟県道454号中尾水込線
- 新潟県道485号東谷内溝尾線
- 新潟県道542号上越糸魚川自転車道線

道の駅
- 能生（マリンドリーム能生）

## 名所・旧跡・観光スポット・祭事・催事
- シャルマン火打スキー場

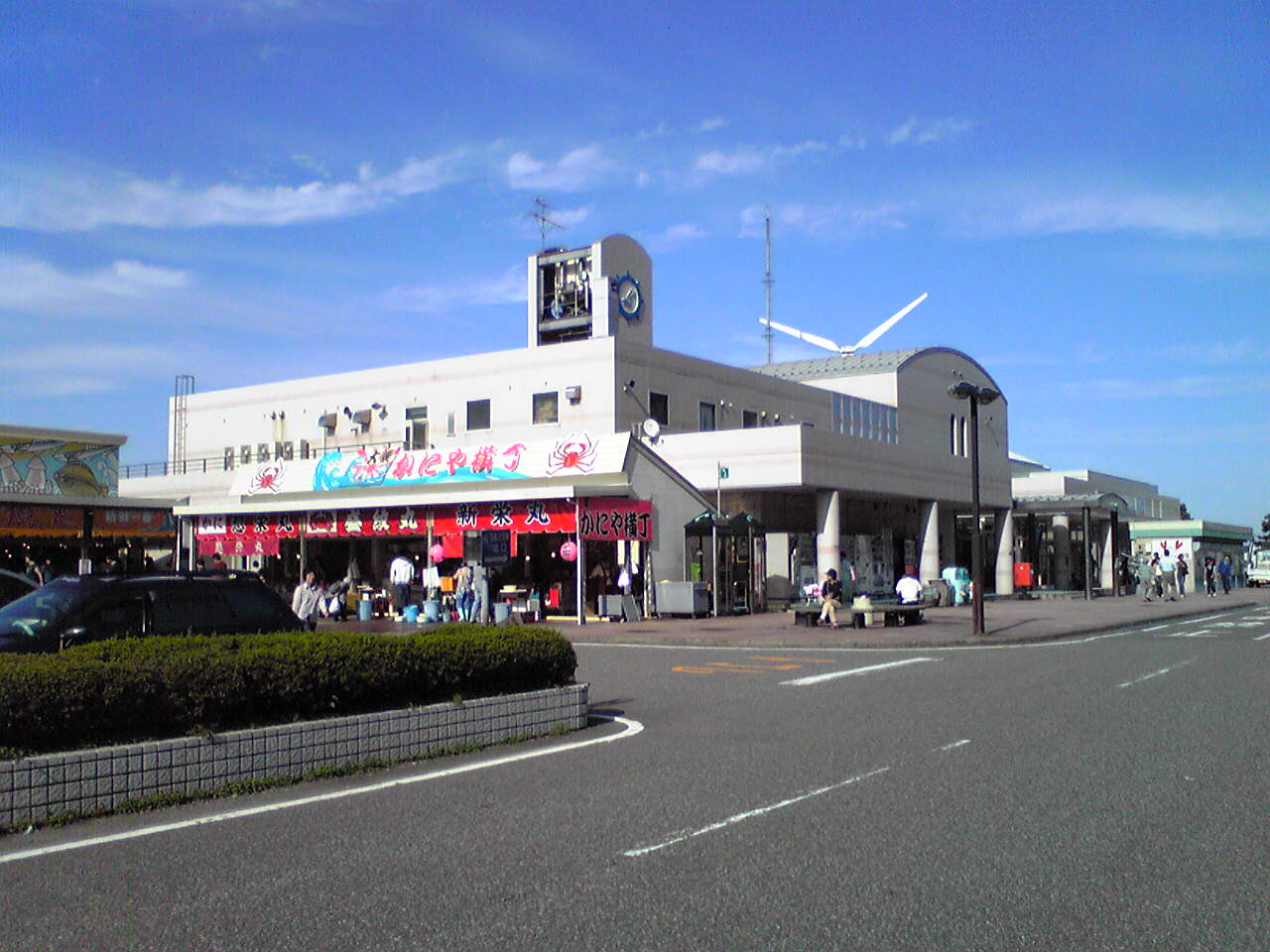
道の駅能生（マリンドリーム能生）

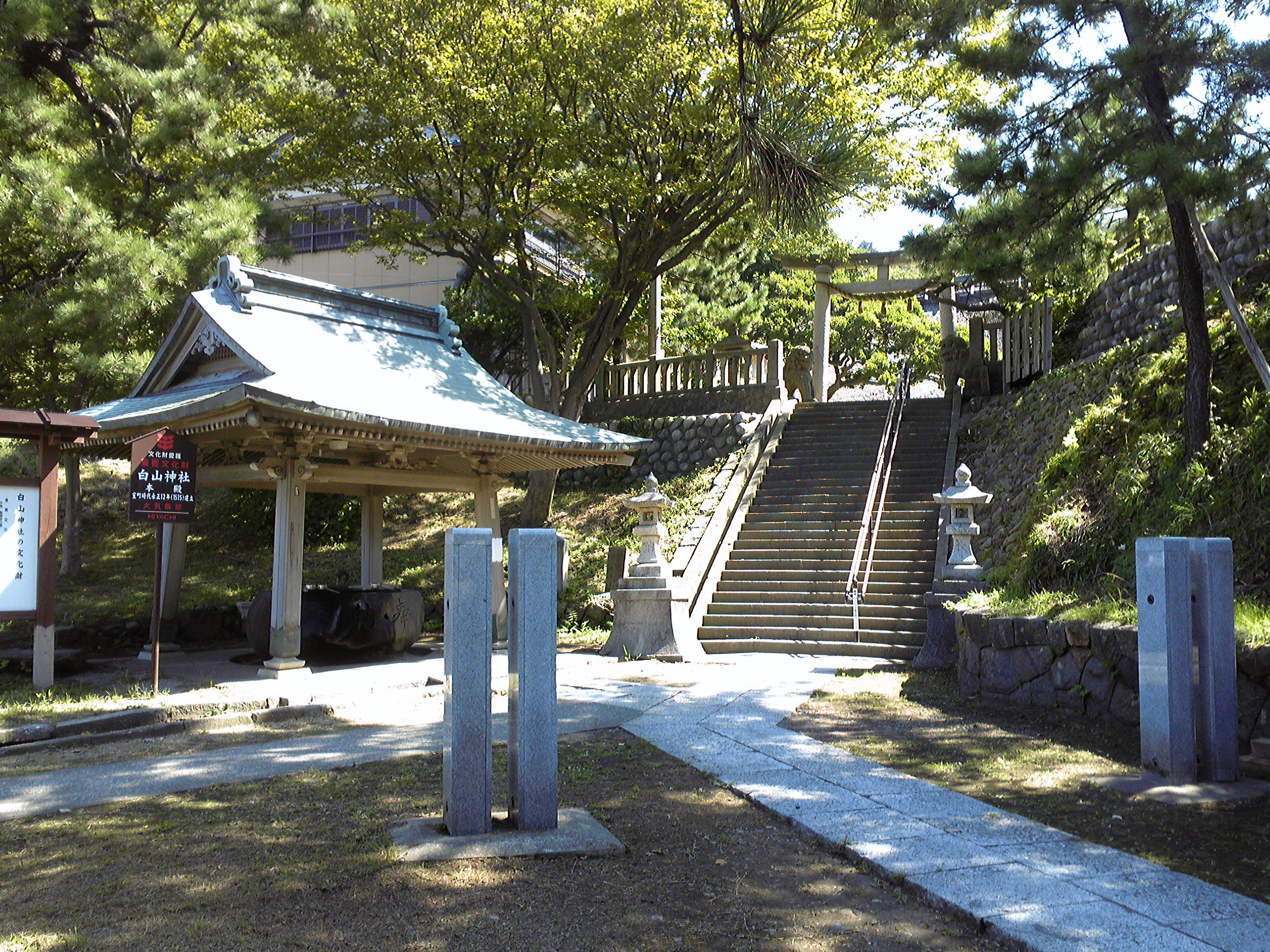
能生白山神社

- マリンドリーム能生（有名なカニヤ横丁がある）
- グリーンメッセ能生（ゴルフ場）
- 白山神社
- 弁天岩
- 柵口温泉
- 新道山公園
- 奴奈川姫の産所(島道（しまみち）地区)
- 日本海糸魚川荒波あんこう祭り(1月)
- 能生川ニジマス釣り大会(5月、10月)
- 祇園祭(7月7日)
- 海上花火大会(8月)

## 出身有名人
- 桂山勘五郎 - 元力士。陣立の四股名を名乗った期間の方が長い。
- 伊藤雅治 - 元厚生労働省医政局長、元全国社会保険協会連合会理事長。
- 伊藤茂昭 - 元日本弁護士連合会副会長、関東弁護士会連合会理事長。

## その他
- 日本の音風景100選：尾山のヒメハルゼミ
- 1952年に町長となった高鳥修は当時25歳であった。戦後の地方自治に於ける町長としては記録に残る限り史上最年少とされる。